# 글루코시데이스
글루코시데이스(영어: glucosidase)는 효소 번호 3.2.1로 분류된 글리코사이드 가수분해효소이다. 

## 기능
α-글루코시데이스는 녹말, 글리코젠과 같은 복합 탄수화물을 단량체로 분해하는 데 관여하는 효소이다. 
이들은 α-글루코스 또는 β-글루코스와 연결된 중합체를 포함하는 다양한 당포합체로부터 개별 글루코실기의 절단을 촉매한다. 이 효소는 복잡한 설탕을 더 간단한 것으로 전환한다. 

## 종류
다른 출처에는 이 클래스의 다른 종류가 포함된다. '#'으로 표시된 종류는 MeSH에서 글루코시데이스로 간주된다. 
| 이름                             | EC           | 설명                                                                                           |
| α-아밀레이스                     | EC 3.2.1.1   | 포유류의 소화 효소이다.                                                                        |
| β-아밀레이스                     | EC 3.2.1.2   | 녹말을 분해하는 식물 효소이다.                                                                 |
| γ-아밀레이스                     | EC 3.2.1.3   | 소화 효소이다.                                                                                 |
| 셀룰레이스 #                     | EC 3.2.1.4   | 식물에서 셀룰로스를 분해한다.                                                                  |
| 수크레이스-아이소말테이스        | EC 3.2.1.10  | -                                                                                              |
| 만노실-올리고당 글루코시데이스 # | EC 3.2.1.106 | -                                                                                              |
| 산 α- 글루코시데이스 #           | EC 3.2.1.20  | 글리코젠 저장 질병 유형 II와 관련                                                              |
| 베타 글루코시데이스 #            | EC 3.2.1.21  | 고셔병과 관련                                                                                  |
| 락테이스                         | EC 3.2.1.23  | β-갈락토시데이스의 한 종류. 우유, 설탕을 분해한다. 이 효소가 없는 성인은 유당 불내증을 가진다. |
| 탈분지효소 #                     | EC 3.2.1.33  | 포유류, 효모 및 일부 세균에서 글리코젠 분해의 전이효소 및 글루코시데이스 활성을 결합           |
| 풀루라네이스                     | EC 3.2.1.41  | 세제로 사용되었다.                                                                             |

## 임상적 의의
이들은 제 2형 당뇨병을 제어하기 위해 알파-글루코시데이스 억제제(아카르보스 및 미글리톨)에 의해 표적화된다. 

## 참고
- DNA 글리코실레이스
- 점액 다당류